# جورج ويليس
جورج ويليس (بالإنجليزية: George Willis)‏ (9 نوفمبر 1926 في المملكة المتحدة - 23 مايو 2011 في المملكة المتحدة) هو لاعب كرة قدم بريطاني (وحمل سابقاً جنسية المملكة المتحدة لبريطانيا العظمى وأيرلندا) في مركز مهاجم داخلي. لعب مع برايتون أند هوف ألبيون وبورت فايل ونادي إكزتر سيتي ونادي بليموث أرجايل ووولفرهامبتون واندررز وFalmouth Town A.F.C. ‏ ونادي تاونتون تاون ‏.

## وصلات خارجية
- جورج ويليس على موقع قاعدة بيانات كرة القدم.إي يو (الإنجليزية)
- جورج ويليس على موقع قاعدة بيانات كرة القدم.إي يو (الإنجليزية)